# Erioderma granulosum
Erioderma granulosum är en lavart som beskrevs av P. M. Jørg. & Arv. Erioderma granulosum ingår i släktet Erioderma och familjen Pannariaceae.   Inga underarter finns listade i Catalogue of Life.